# 白涧站
白涧站，位于中华人民共和国河北省保定市涞水县赵各庄镇白涧村，是京原铁路上的火车站，建于1973年，由北京铁路局北京西车务段管辖。

## 車站周邊
- 中国邮政储蓄银行白涧支局储蓄专柜
- 赵各庄森林派出所
- 涞水县赵各庄镇人民政府
- 农村商业银行赵各庄信用社
- 保定共青团希望小学

## 歷史
- 建于1973年。